# Robert Luthardt
Robert Luthardt (* 3. März 1917; † 1. Oktober 1977 in San Diego, Kalifornien) war ein Szenenbildner und Artdirector.

## Leben
Luthardt begann seine Karriere im Filmstab 1961 als Assistent des Artdirectors bei den Dreharbeiten zu Robert Mulligans Filmkomödie Ein charmanter Hochstapler. Zwischen 1962 und 1977 arbeitete er als Artdirector an einer Reihe von Hollywoodproduktionen wie Der Glückspilz, Ein Mann wird gejagt und Funny Girl. Mitte der 1970er Jahre war er als Szenenbildner unter anderem an Eine Frau sieht rot und Der Schmalspurschnüffler tätig.
1967 war er für Billy Wilders Filmkomödie Der Glückspilz zusammen mit Edward G. Boyle für den Oscar in der Kategorie Bestes Szenenbild nominiert, die Auszeichnung ging in diesem Jahr jedoch an die Literaturverfilmung Wer hat Angst vor Virginia Woolf?.
Luthardt war auch für das Fernsehen tätig; neben einigen Fernsehfilmen wirkte er auch an Fernsehserien wie Detektiv Rockford – Anruf genügt und Baretta mit.

## Filmografie (Auswahl)
- 1961: Ein charmanter Hochstapler (The Great Impostor)
- 1964: Küss mich, Dummkopf (Kiss Me, Stupid)
- 1966: Der Glückspilz (The Fortune Cookie)
- 1966: Ein Mann wird gejagt (The Chase)
- 1968: Funny Girl
- 1969: Ein Frosch in Manhattan (The April Fools)
- 1976: Eine Frau sieht rot (Lipstick)
- 1978: Der Schmalspurschnüffler (The Cheap Detective)

## Nominierungen (Auswahl)
- 1967: Oscar-Nominierung in der Kategorie Bestes Szenenbild für Der Glückspilz